# 現代文学 (雑誌)
『現代文学』（げんだいぶんがく）は、大観堂が1940年（昭和15年）1月に創刊した文芸同人雑誌である。『槐』（えんじゅ、1938年6月～1939年11月）の後身として第3巻第1号の形で創刊された。杉山英樹の『バルザツクの世界』、坂口安吾の『日本文化私観』、本多秋五の『「戦争と平和」について』などが載る。1944年（昭和19年）1月廃刊。